# ویروس سین‌سیشیال تنفسی

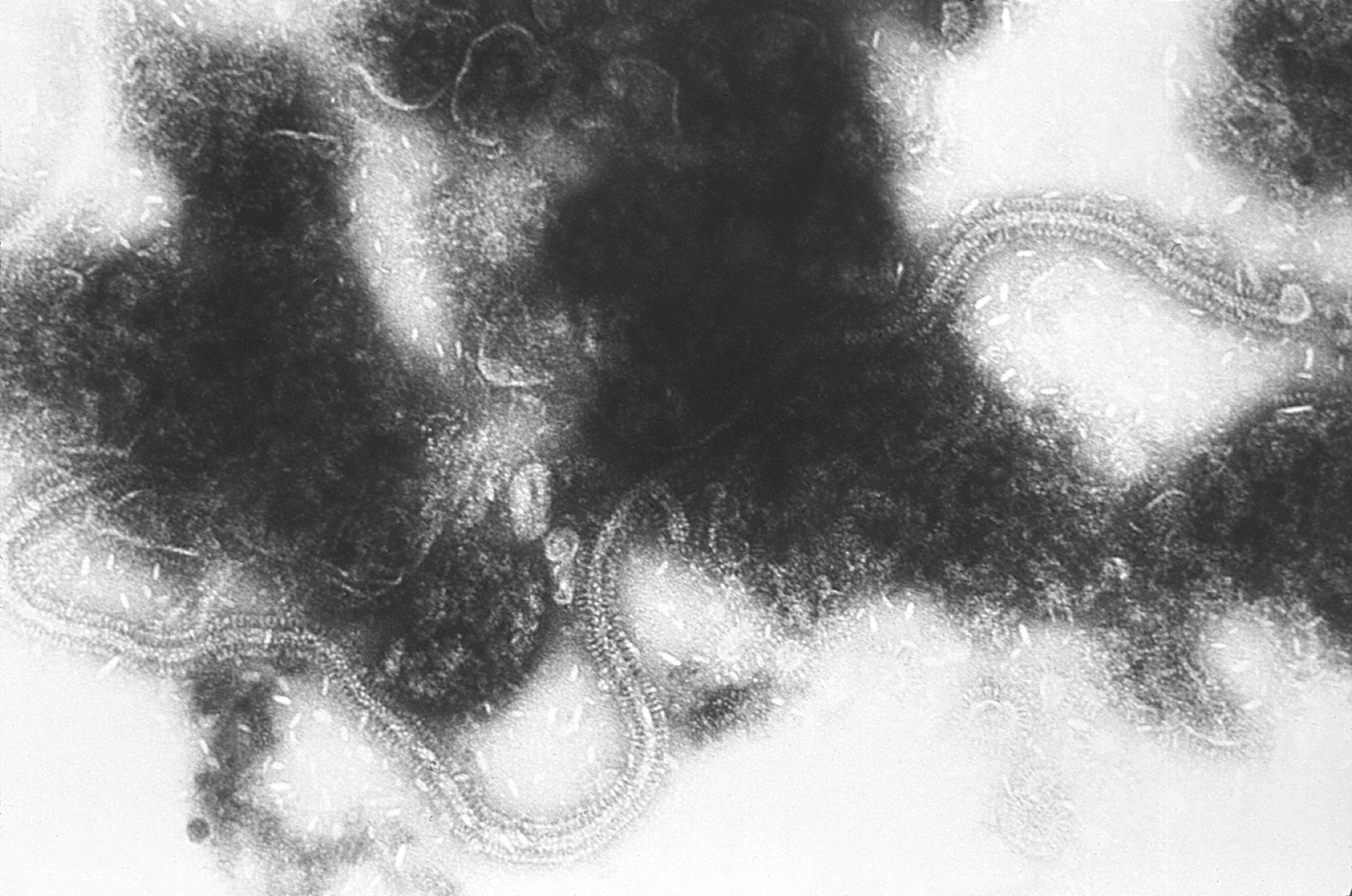
ویروس سین‌سیشیال تنفسی

ویروس سین‌سیشیال تنفسی (به انگلیسی: respiratory syncytial virus) با ویروس پیوسته‌سلولی تنفسی، شایع‌ترین علت بیماری دستگاه تنفسی تحتانی در نوزادان و نیز مهم‌ترین پاتوژن در کودکان کم سن است.
سین‌سیشیال به معنی سین‌سیشیومی و مرتبط با سین‌سیشیوم (syncytium) است. واژه سین‌سیشیوم یا سلول چند هسته ای به بافت‌های ناقص چندهسته‌ای گفته می‌شود.

## بیماریزایی
اپیدمی عفونت‌های تنفسی با ویروس سین‌سیشیوم در پائیز، زمستان و بهار دیده شده و معمولاً طی یک اپیدمی، نیمی از کودکان در معرض خطر مبتلا می‌شوند. در بزرگسالان، عفونت حاصله، سندرمی شبیه سرماخوردگی با علائم آبریزش بینی، گلودرد، سرفه و در بعضی موارد، بیحالی، سردرد و تب ایجاد می‌کند.

## انتقال
این عفونت تنفسی به‌طور مؤثری بین اعضای خانواده پخش شده و تا ۴۰٪ بچه‌ها آلوده می‌شوند. انتقال از راه تماس نزدیک با دست آلوده یا گرد و غبار و خود آلوده سازی از ملتحمه یا بینی و نیز عطسه و سرفه با انتشار ذرات درشت معلق انجام می‌گیرد. دورهٔ نهفتگی۶–۴ روز است. ممکن است کودکان تا دو هفته و بالغین به مدت کمتر، ویروس را دفع کنند. عفونت‌های دستگاه تنفسی فوقانی ناشی از RSV گاه به سمت سیستم تنفسی تحتانی پیشرفت کرده و به ندرت منجر به پنومونی‌های کشنده می‌گردد (مگر در موارد ضعف ایمنی).

## درمان
در بیماری خفیف، درمان علامتی با آنتی هیستامین‌ها و سمپاتومیمتیک‌ها صورت می‌گیرد. در موارد شدید باید بیمار را بستری نمود. درمان ضد ویروسی اختصاصی وجود ندارد. البته ریباورین مؤثر است.

## پیشگیری
ایزوله معکوس، تهویه مناسب با حداقل ۱۲ بار گردش هوا در ساعت و استفاده از وسایل حفاظتی از جمله گان، ماسک و دستکش در هنگام تماس با بیمار می‌باشد. رعایت تغذیه مناسب نیز به منظور تقویت سیستم ایمنی ٬تسریع بهبودی بیمار و جلوگیری از سوتغذیه دارای اهمیت فراوان می‌باشد.
برای پیشگیری کودک به RSV دستان کودک خود را مرتب بشویید و سعی کنید نوزاد خود را در فصول سرد بیشتر در خانه نگه دارید. همچینین در فصولی که سرماخوردگی زیاد هست کودکتان مایعات فراوان مصرف کند و به نوزاد خود بیشتر شیر دهید. کودک یا نوزاد خود را در معرض استعمال دخانیات قرار ندهید. اسباب بازی‌ها و ظروف کودک یا نوزاد خود را مرتب بشویید.